# 王浩沢
王 浩沢（おう こうたく、1990年3月 - ）は、中華人民共和国の軍人（中校）、工程師、宇宙飛行士。満洲民族。中国共産党党員。

## 経歴
1990年3月、河北省承徳地区（現在の承徳市）灤平県で生まれる。父は交通警察官（警察の前から教師もしていた）、母は中学校の生物教師。灤平三中、灤平二中、唐山市第一中学を経て、2015年、東南大学工程熱物理学学科を卒業。大学卒業後、中国航天科学技術集団六院（宇宙推進技術研究院）北京11カ所でロケットエンジンの事前研究に従事し、その後、中国第三回宇宙飛行士選抜に応募し、2020年9月に中国第三回宇宙飛行士に正式に選出された。2021年1月に中国人民解放軍入隊。2023年、神舟19号飛行任務乗組に入選した。